# Académie du renseignement
L’Académie du renseignement est l'école du renseignement français.
Service à compétence nationale, l’Académie du renseignement est placée sous l'autorité du Premier ministre. 

## Histoire
Il apparaît aux parlementaires français, au cours de la rédaction du Livre blanc sur la défense et la sécurité nationale 2008, qu'un cursus commun aux divers services de renseignement français de premier plan, dans des domaines théoriques et pratiques, permettrait d'améliorer la formation des employés des services français.
La réforme est mise en chantier à partir de 2009. Elle fait figure de troisième étape dans la politique de restructuration du renseignement français. La première avait été la fusion des Renseignements généraux et de la direction de la Surveillance du territoire au sein de la DCRI (devenue direction générale de la Sécurité intérieure), et la deuxième, la création d'un Conseil de défense et de sécurité nationale au palais de l'Élysée, présidé par le chef de l'État.
Le décret no 2010-800 paru au Journal officiel du 16 juillet 2010 porte création de l'Académie du renseignement. Placée sous l'autorité du Premier ministre, elle est inaugurée par François Fillon. Son premier directeur est François Chambon, réputé pour sa discrétion. 
Les rapports parlementaires ultérieurs donnent des retours positifs sur l'Académie. Le rapport de la délégation parlementaire au Renseignement de 2014, dirigé par Jean-Jacques Urvoas, propose une montée en puissance de l'Académie en lui permettant de financer des thèses et de passer des accords de partenariat avec des écoles doctorales.

## Organisation
Le directeur de l'Académie du renseignement est nommé par arrêté du Premier ministre. Il a la qualité d'ordonnateur secondaire des dépenses et des recettes et adresse un bilan annuel de son activité au Premier ministre.

Le directeur de l'académie anime un comité pédagogique composé de représentants des directeurs des services de renseignement liés à l'établissement. 

Organigramme de la communauté Française du renseignement

Un comité d'orientation et d'évaluation, présidé par le coordonnateur national du renseignement ou son représentant, fixe les orientations de l'académie du renseignement et évalue son action.
Il comprend, outre son président :
- un représentant du Premier ministre ;
- les directeurs des services de renseignement ou leurs représentants ;
- le directeur de l'Académie du renseignement.

Le comité d'orientation et d'évaluation se réunit au moins deux fois par an. Le secrétariat en est assuré par l'Académie du renseignement.
Le site d’enseignement est l’École militaire à Paris.

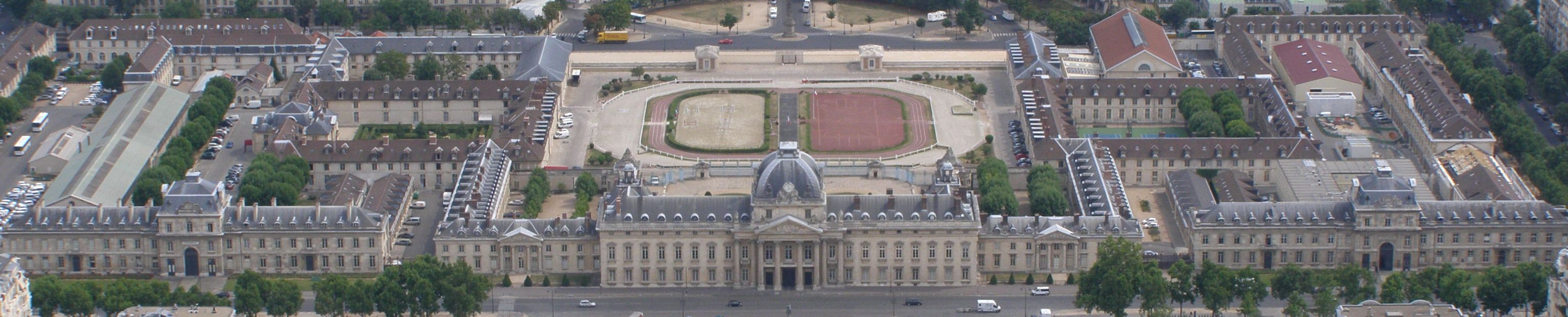
École militaire

## Activités

### Services de renseignement liés
L'école du renseignement français assure la formation des nouvelles recrues des services de renseignement suivants :
- la direction générale de la Sécurité intérieure (DGSI) ;
- la direction générale de la Sécurité extérieure (DGSE) ;
- la direction du Renseignement militaire (DRM) ;
- la direction du renseignement et de la sécurité de la Défense (DRSD) ;
- la direction nationale du renseignement et des enquêtes douanières (DNRED) ;
- Tracfin.

### Cursus
Le contenu des cursus de l'académie est placé sous le sceau du secret défense. Elle proposerait trois voies différentes : une formation initiale, à destination des nouvelles recrues des services ; des séminaires thématiques pour les fonctionnaires déjà en poste ; et un cycle de perfectionnement pour les cadres supérieurs à haut potentiel. Ce cycle de perfectionnement serait lui-même divisé en plusieurs filières. La dernière d'entre elles aurait été fondée en 2020 et serait une formation en analyse pour les cadres. 
La formation initiale disposerait d'un tronc commun avec des cours sur l'histoire du renseignement, panorama des menaces, règles du secret, encadrement juridique, éthique, organisation du renseignement et insertion dans le fonctionnement de l’État, sanctionné par un diplôme reconnu. L'école accueille, en 2019, une nouvelle promotion de quatre-vingt jeunes cadres tous les six mois. En 2022, elle forme 800 personnes, et en 2024, 1 200 personnes.

### Production de connaissances
L'académie a pour objectif plus large la diffusion de la culture du renseignement en France. Elle décerne à ce titre un prix annuel à des travaux de recherche dédiés au renseignement français. Elle organise également des colloques, quoique cette activité reste sporadique. Elle organise des séminaires à l'École nationale d'administration et à l'École nationale de la magistrature. Elle crée à Sciences Po Saint-Germain-en-Laye un diplôme d'établissement dédié au renseignement et aux menaces globales,.

## Directeurs
- 2010 - 2023 : François Chambon, administrateur général de l'Etat[5]
- 1er juin 2023 : Jean-François Gayraud, commissaire général de la police nationale[13],[14]